# Флоренций Роман Протоген
Флавий Флоренций Роман Протоген (на латински: Flavius Florentius Romanu Protogenes) е политик на Източната Римска империя през 5 век.
Протоген е преториански префект на Изтока през 448 – 449 г. През 449 г. става консул заедно с Флавий Астирий. През 449 и 451 г. той е номиниран за patricius.